# Bachham (Fraunberg)

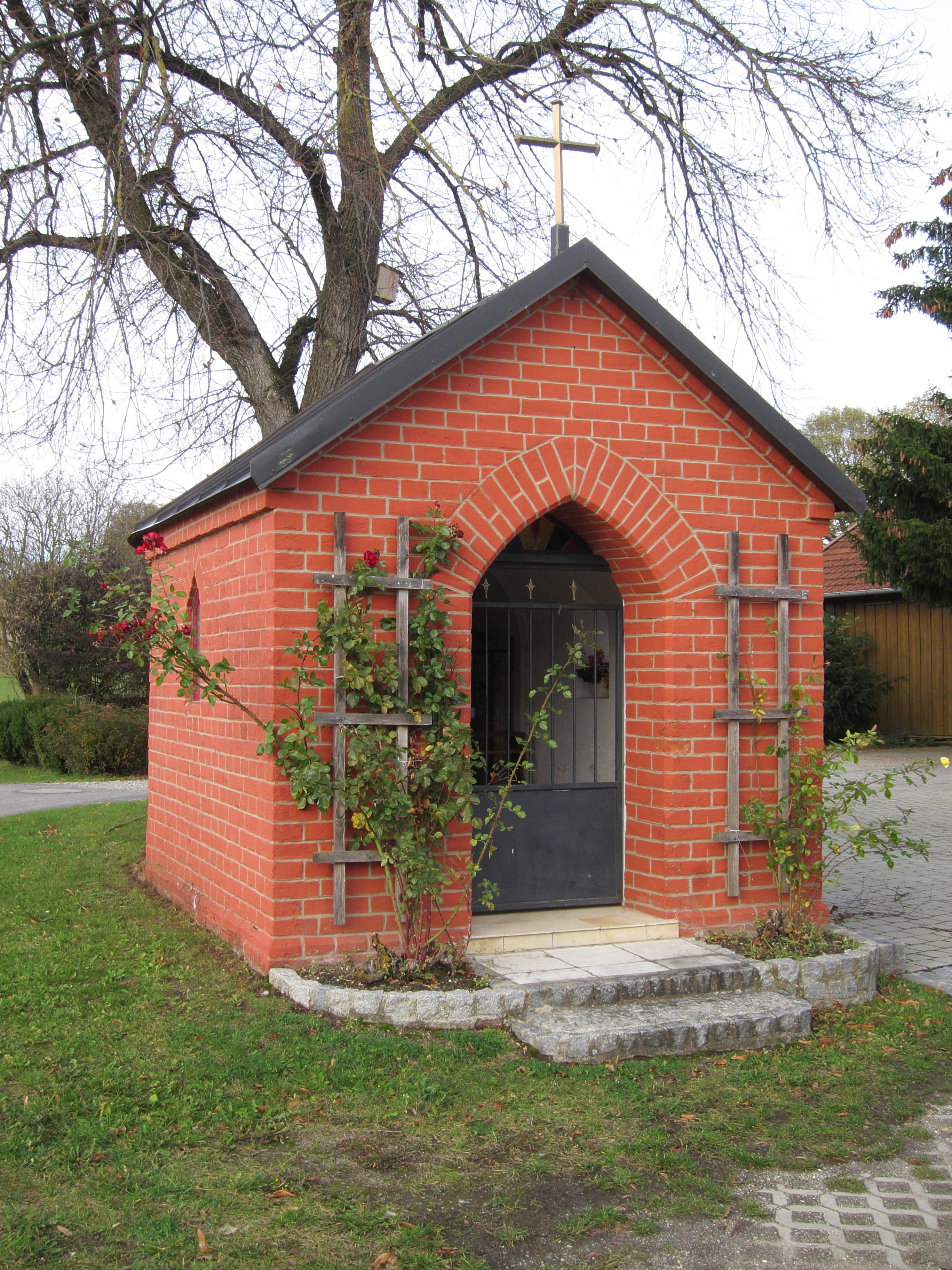
Lourdeskapelle (1898)

Bachham ist ein Gemeindeteil der Gemeinde Fraunberg, Landkreis Erding, Oberbayern.

## Lage
Der Ort liegt rund ein Kilometer östlich von Fraunberg. Durch den Ort verläuft der Bachhamer Bach, der bei Fraunberg in die Strogen mündet. 

## Geschichte
Bachham ist erstmals im Jahr 1184 in einem Freisinger Protokoll erwähnt.